# James S. Boynton

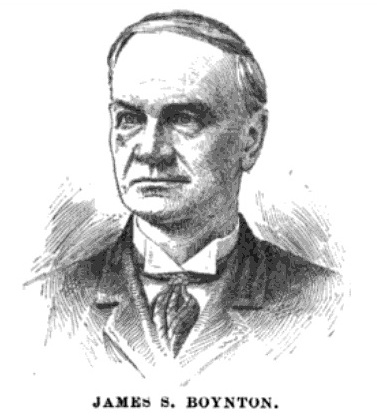
James S. Boynton

James Boynton (* 7. Mai 1833 im Henry County, Georgia; † 22. Dezember 1902 in Griffin, Georgia) war ein US-amerikanischer Politiker und kurzzeitig der 36. Gouverneur von Georgia.

## Lebenslauf
James Boynton studierte Jura und wurde 1852 als Rechtsanwalt zugelassen. In Monticello und Jackson betrieb er eine Anwaltskanzlei. Während des Bürgerkriegs diente er zunächst als einfacher Soldat in einem konföderierten Infanterieregiment (13th Georgia Infantry); bis zum Kriegsende hatte er den militärischen Aufstieg bis zum Colonel geschafft. Er kämpfte unter anderem in der Schlacht von Atlanta 1864, wobei er verwundet wurde.
Nach dem Krieg trat er als Richter am Bezirksgericht von Griffin in den öffentlichen Dienst. Zwischen 1869 und 1872 war er Bürgermeister von Griffin. Anschließend wurde er in den Senat von Georgia gewählt (1880–83). Dort wurde er schließlich Senatspräsident. Nach der damaligen Verfassung war er damit nach dem Gouverneur der zweithöchste Repräsentant des Staates Georgia. Als am 4. März 1883 Gouverneur Alexander Hamilton Stephens im Amt verstarb, übernahm Boynton dessen Pflichten. Laut der damaligen Verfassung schrieb Boynton eine sofortige außerordentliche Gouverneurswahl aus. Er selbst bewarb sich auch um dieses Amt, konnte sich aber innerhalb der Demokratischen Partei nicht gegen seinen Konkurrenten Henry McDaniel durchsetzen. Somit endete seine Gouverneurszeit bereits am 10. Mai 1883. Von 1886 bis 1893 war er wieder Richter. 1896 wurde er als Abgeordneter in das Repräsentantenhaus von Georgia gewählt. Er starb am 22. Dezember 1902.